# Ligeriinae
Ligeriinae Hanst., 1854 è una sottotribù di piante angiosperme appartenenti alla famiglia Gesneriaceae (sottofamiglia Gesnerioideae, tribù Gesnerieae).

## Descrizione

### Portamento
La maggior parte di queste piante vivono tra le rocce, raramente sono epifite; possono essere sia erbe (anche acauli) che subarbusti. Il ciclo biologico è perenne e ogni anno dei tuberi sotterranei (larghi fino ad un metro di diametro) producono dei germogli erbacei; questi tuberi non sono degli organi di riserva specializzati. Alcune specie sono stolonifere. I nodi sono unilacunari.

### Foglie
Le foglie, normalmente subisofille, lungo il caule sono disposte in modo opposto; qualche volta sono raccolte in verticilli o in rosette basali. La lamina, sia sessile che picciolata, è membranosa e vellutata. Gli stomi sono dispersi irregolarmente. I piccioli sono vascolarizzati.

### Infiorescenza

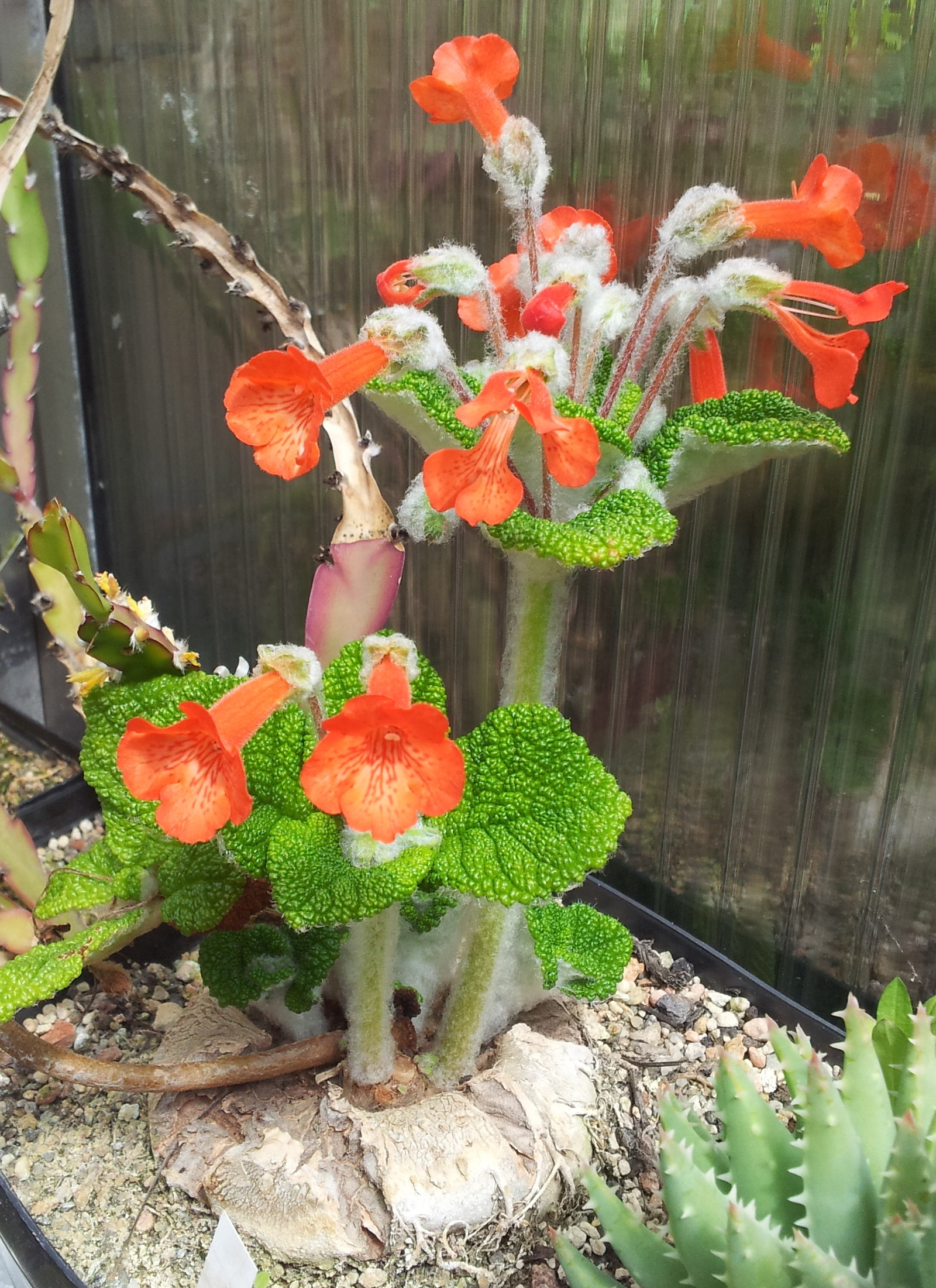
Infiorescenza
Sinningia bullata

Le infiorescenze sono cimose ascellari con fiori (pochi o molti) peduncolati ed eventualmente sottesi da bratteole. In genere i fiori sono grandi e vistosi.

### Fiori

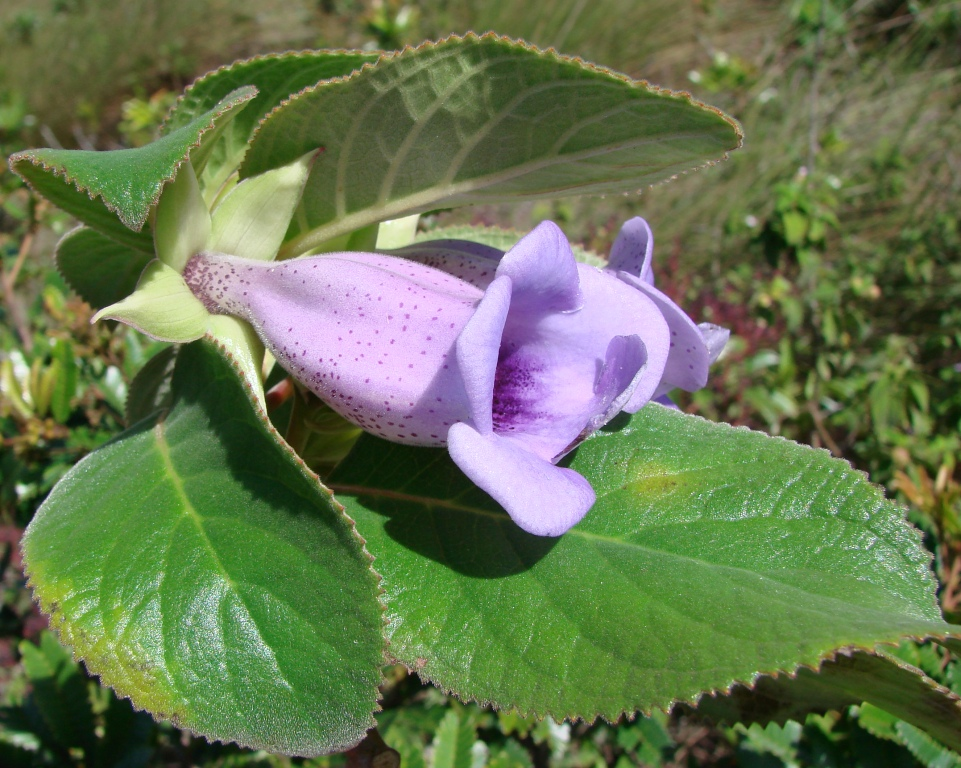
Il fiore
Paliavana tenuiflora

I fiori sono ermafroditi, zigomorfi e tetraciclici (ossia formati da 4 verticilli: calice– corolla – androceo – gineceo) e più o meno pentameri (ogni verticillo ha 5 elementi).
- Formula fiorale:

* K (5), [C (2 + 3), A (2 + 2 + 1)], G (2), supero/infero, capsula/bacca.
- Il calice, gamosepalo (i sepali sono connati alla base), è composto da 5 denti con forme triangolari, lineari o lanceolate. La forma complessiva del calice è campanulata, a volte è turbinato.

- La corolla, gamopetala (composta da 5 petali connati) è eretta all'interno del calice anche quando è fortemente gibbosa o speronata. Le dimensioni e le forme sono varie; in genere sono ampiamente tubolari, cilindriche o obliquo-campanulate. L'apice può essere bilabiato oppure a 5 lobi larghi e patenti (quelli posteriori sono più piccoli). Il colore della corolla è rosso, arancio, bianco, verde-giallastro.

- L'androceo è formato da 4 (o 5) stami didinami e adnati alla base della corolla. Le antere sono coerenti ed hanno una deiscenza longitudinale e con logge (o teche) confluenti a paia verso l'apice. Il nettario è formato da 1 a 5 ghiandole separate, oppure due sono dorsali e allargate, oppure libere o fuse, raramente ha delle forme ad anello. In genere gli stami sono inclusi nella corolla (non sporgenti).

- Il gineceo ha un ovario semi-infero (raramente infero o supero), bicarpellare e uniloculare con forme ovoidi. Lo stilo è unico, dilatato all'apice, con stigma concavo, intero, leggermente bilobo o stomatomorfico (a forma di bocca con due labbra).

### Frutti
I frutti sono delle capsule secche con deiscenza loculicida; la forma è ovoide, possono essere rostrate ed sono bivalve. I semi sono numerosi.

## Biologia
Le specie di questo raggruppamento si riproducono per limpollinazione tramite insetti (impollinazione entomogama) ma anche colibì (impollinazione ornitogama o ornitofila) e pipistrelli (impollinazione chirotterogama)..
La dispersione dei semi avviene inizialmente a causa del vento (dispersione anemocora); una volta caduti a terra sono dispersi soprattutto da insetti tipo formiche (mirmecoria).

## Distribuzione e habitat
Le specie di questa tribù sono distribuite quasi del tutto nel Sud-Est del Brasile con habitat tropicali o subtropicali.

## Tassonomia
La famiglia Gesneriaceae comprende 152 generi con circa 3500 specie, distribuite soprattutto nell'area tropicale e subtropicale tra il Vecchio e Nuovo Mondo. La famiglia è suddivisa in tre sottofamiglie. La tribù Ligeriinae appartiene alla sottofamiglia Gesnerioideae, tribù Gesnerieae.

### Generi
La sottotribù è formata da 3 generi con oltre 90 specie:
- Paliavana Vand., 1788 (6 spp.)
- Sinningia Nees, 1825 (81 spp.)
- Vanhouttea Lem., 1845 (10 spp.)

### Chiavi analitiche
Per meglio comprendere ed individuare i vari generi della tribù l'elenco seguente utilizza il sistema delle chiavi analitiche dicotomiche (vengono cioè indicate solamente quelle caratteristiche utili a distingue un genere dall'altro).
- Gruppo 1A: il portamento è erbaceo, raramente arbustivo con tuberi, se i tuberi non sono presenti allora gli steli sono carnosi e i fiori sono bianchi;

- Sinningia.

- Gruppo 1B: il portamento è arbustivo senza tuberi;

- Paliavana: la forma della corolla è campanulata o tipo imbuto con vari colori ma non rossi.
- Vanhouttea: la forma della corolla è tubulare o cilindrica ed è colorata di rosso.

### Alcune specie

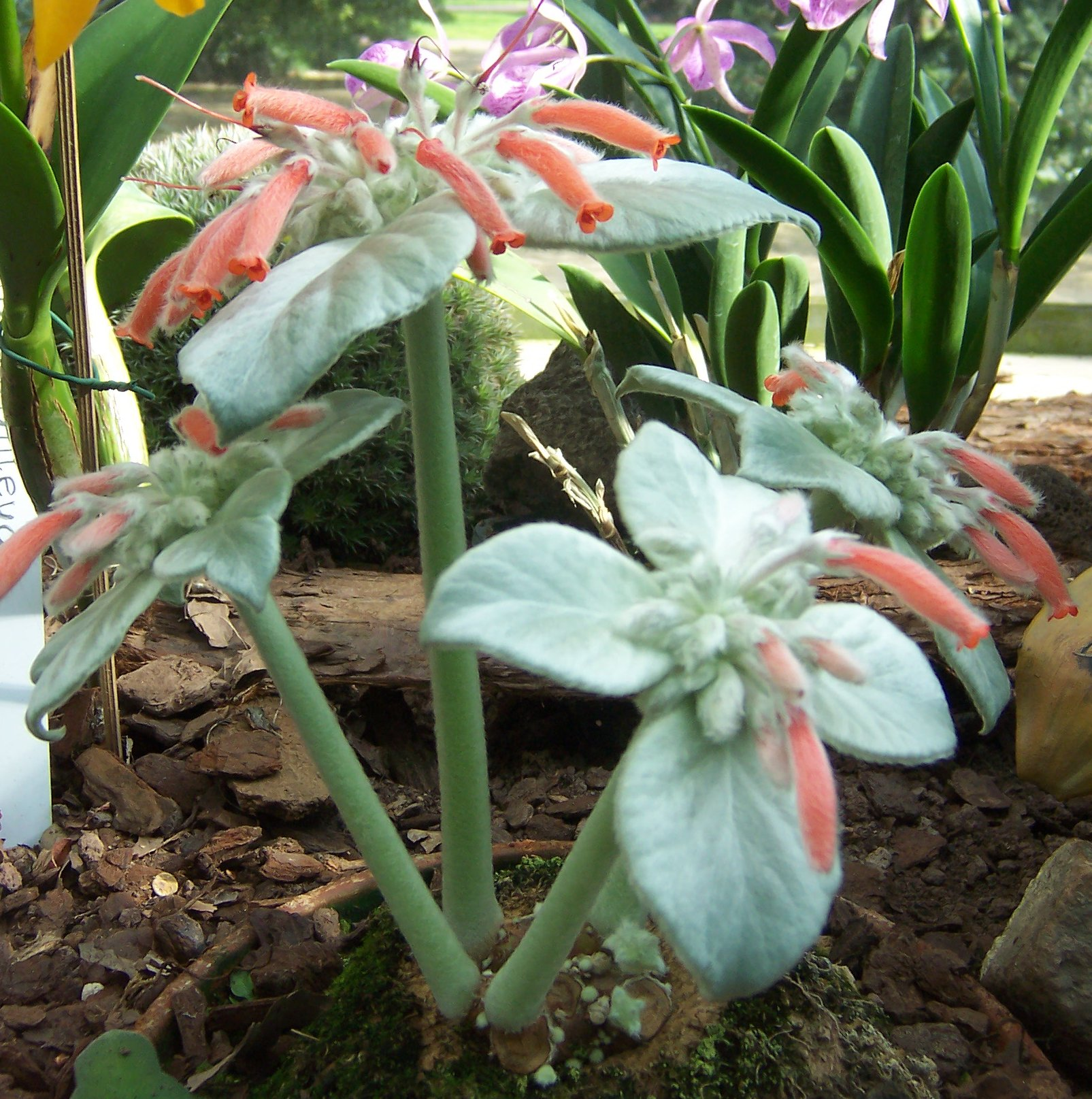
Sinningia canescens
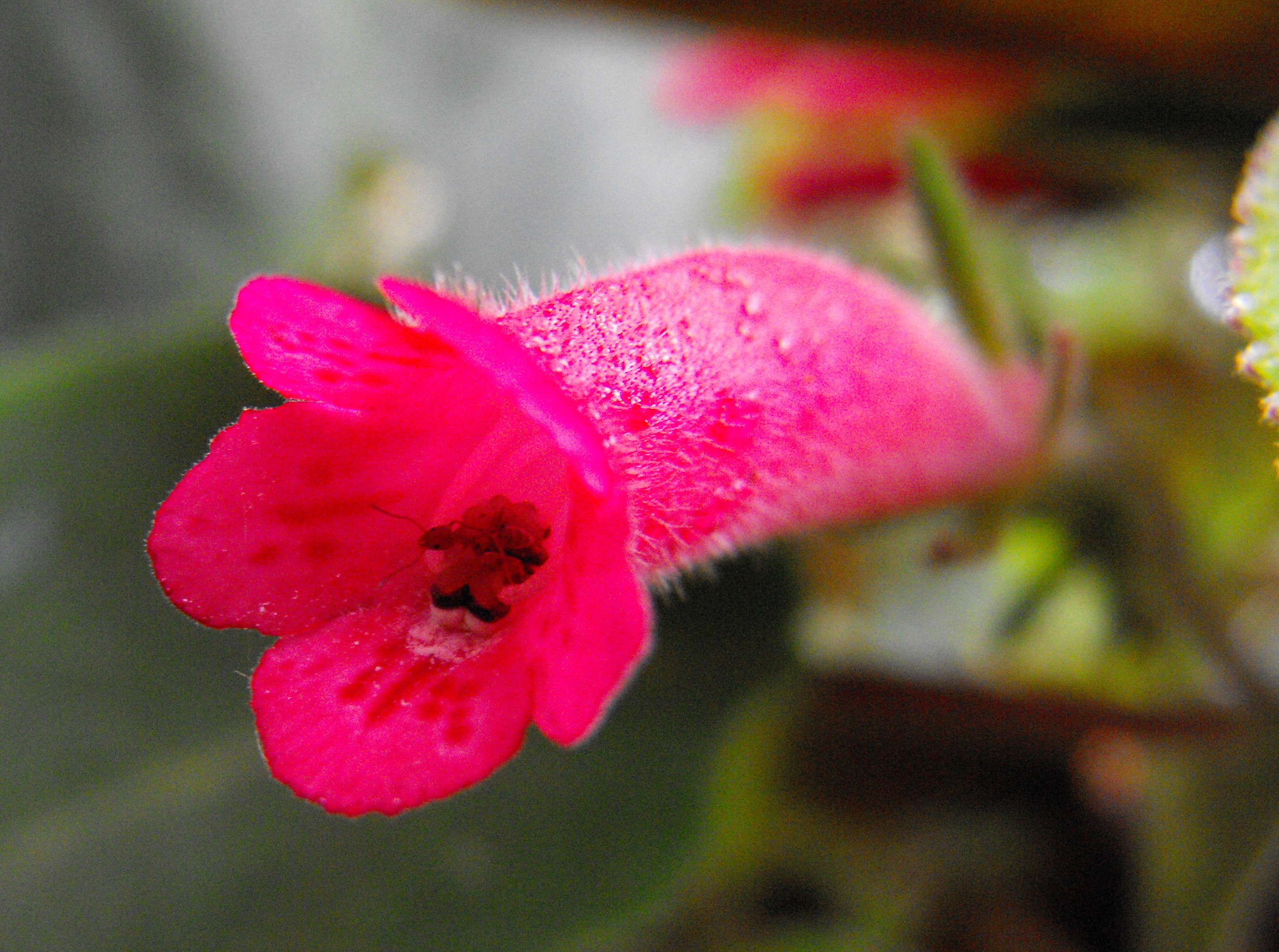
Sinningia cardinalis
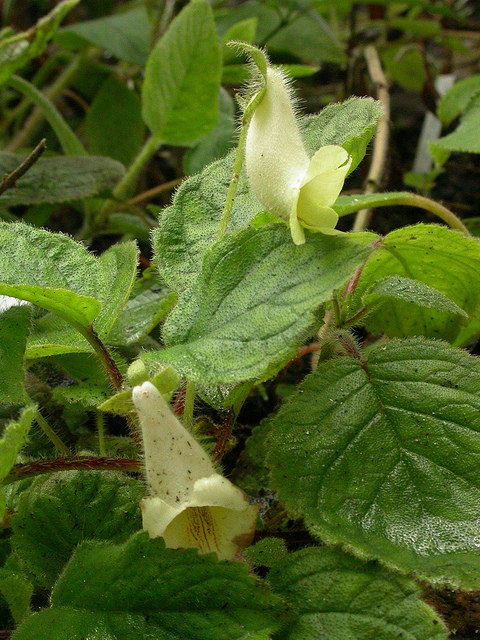
Sinningia conspicua
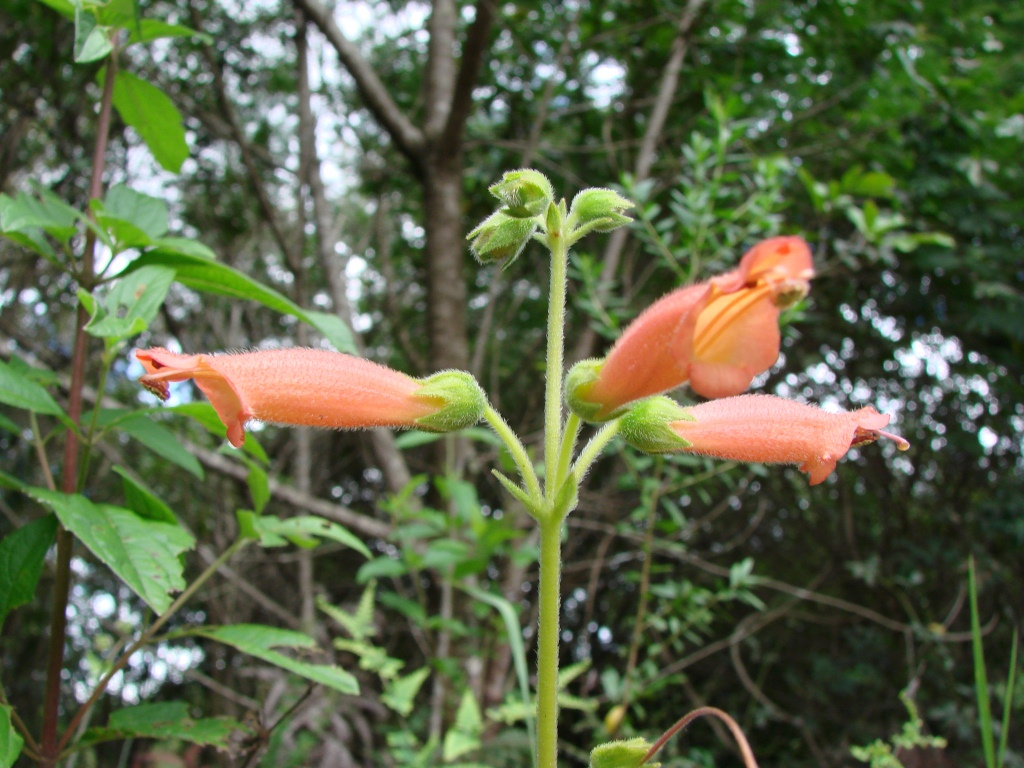
Sinningia elatior
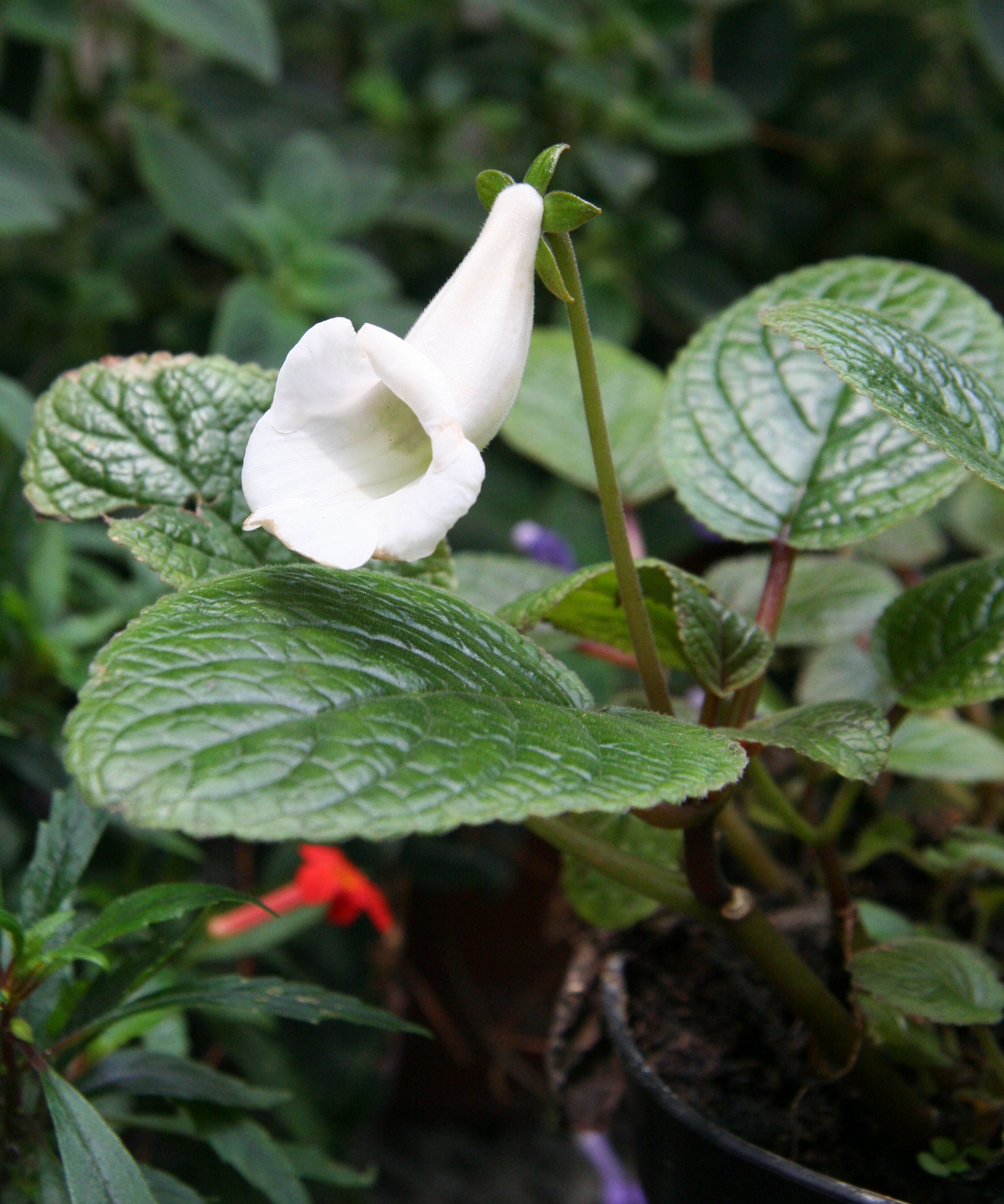
Sinningia eumorpha
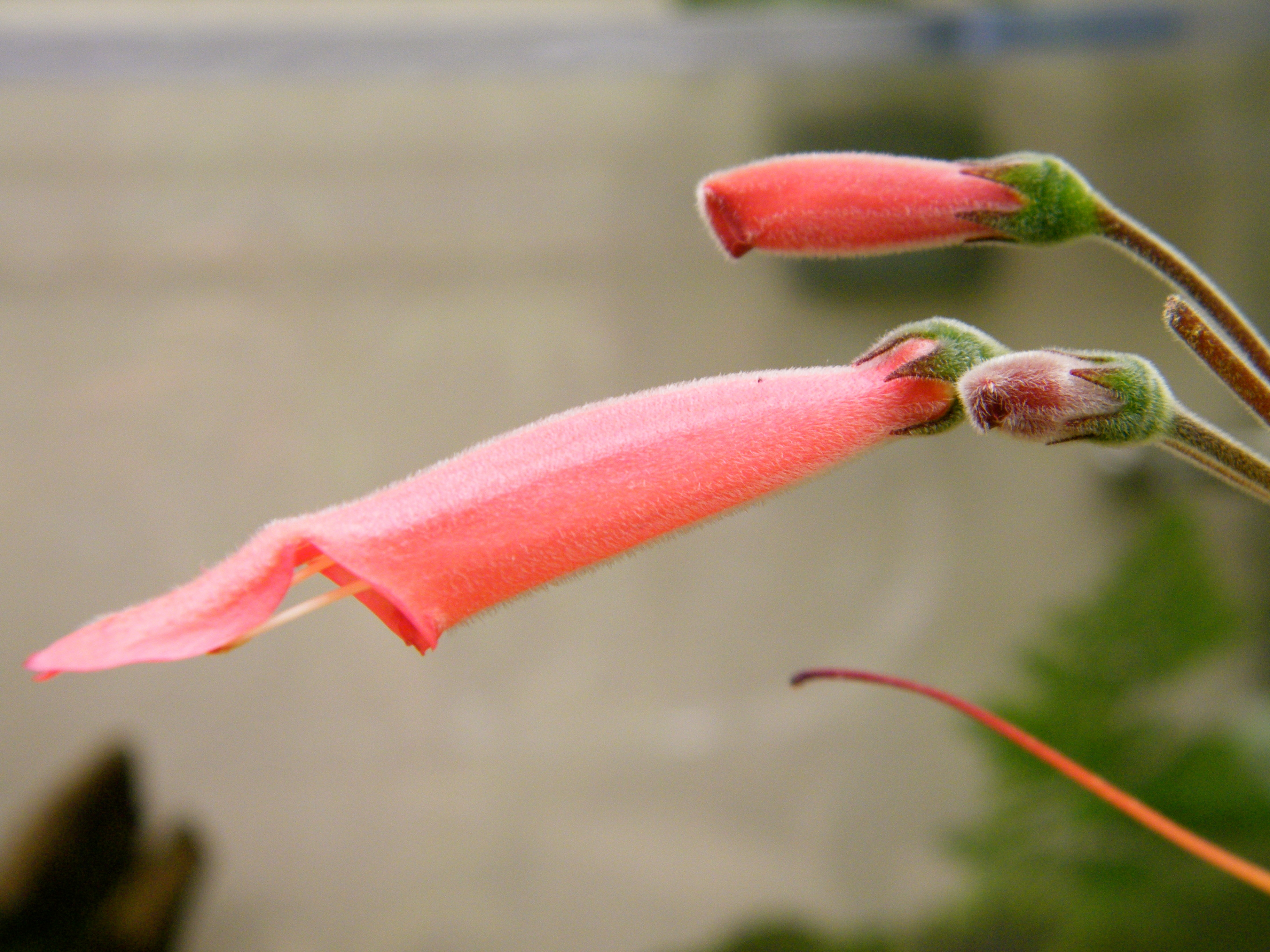
Sinningia iarae
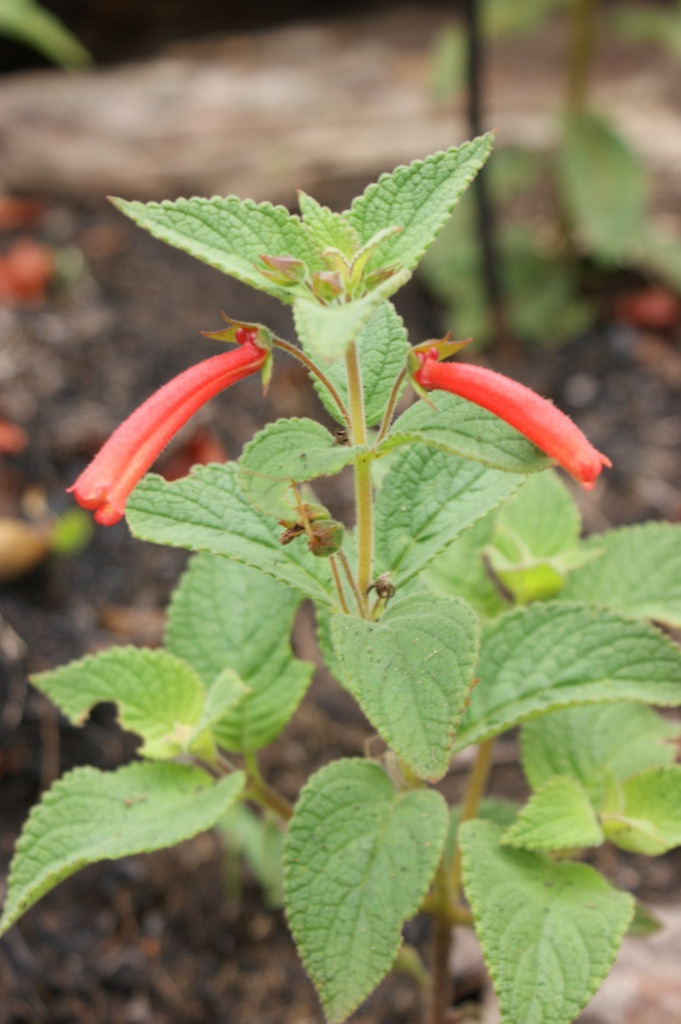
Sinningia incarnata
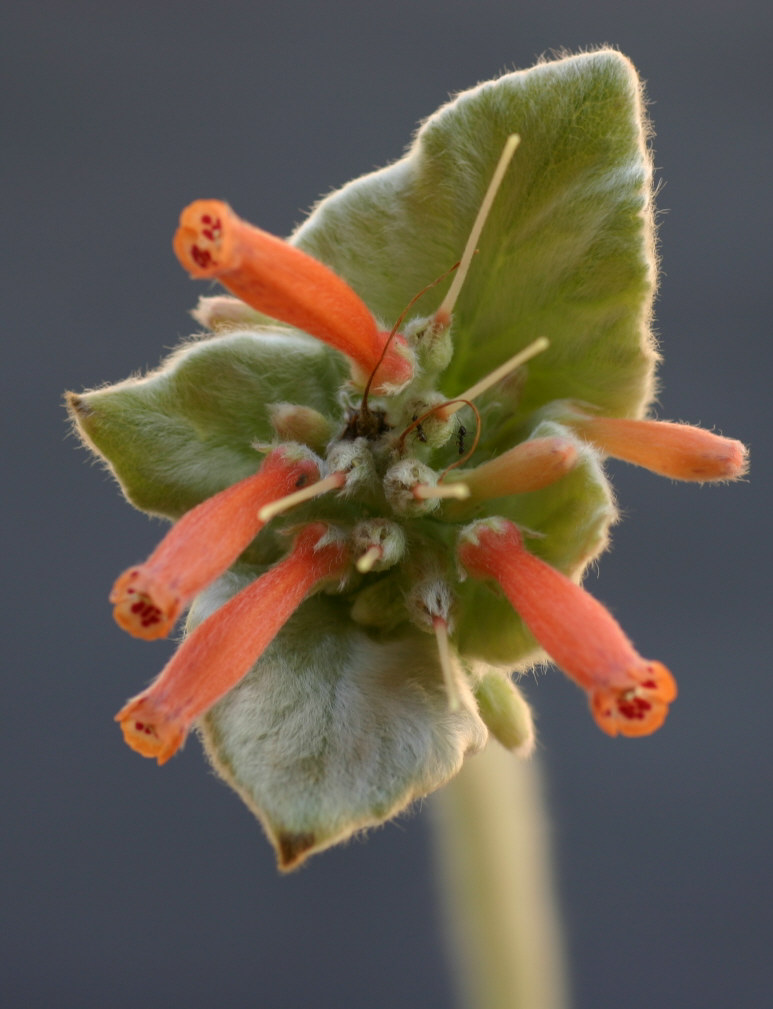
Sinningia leucotricha
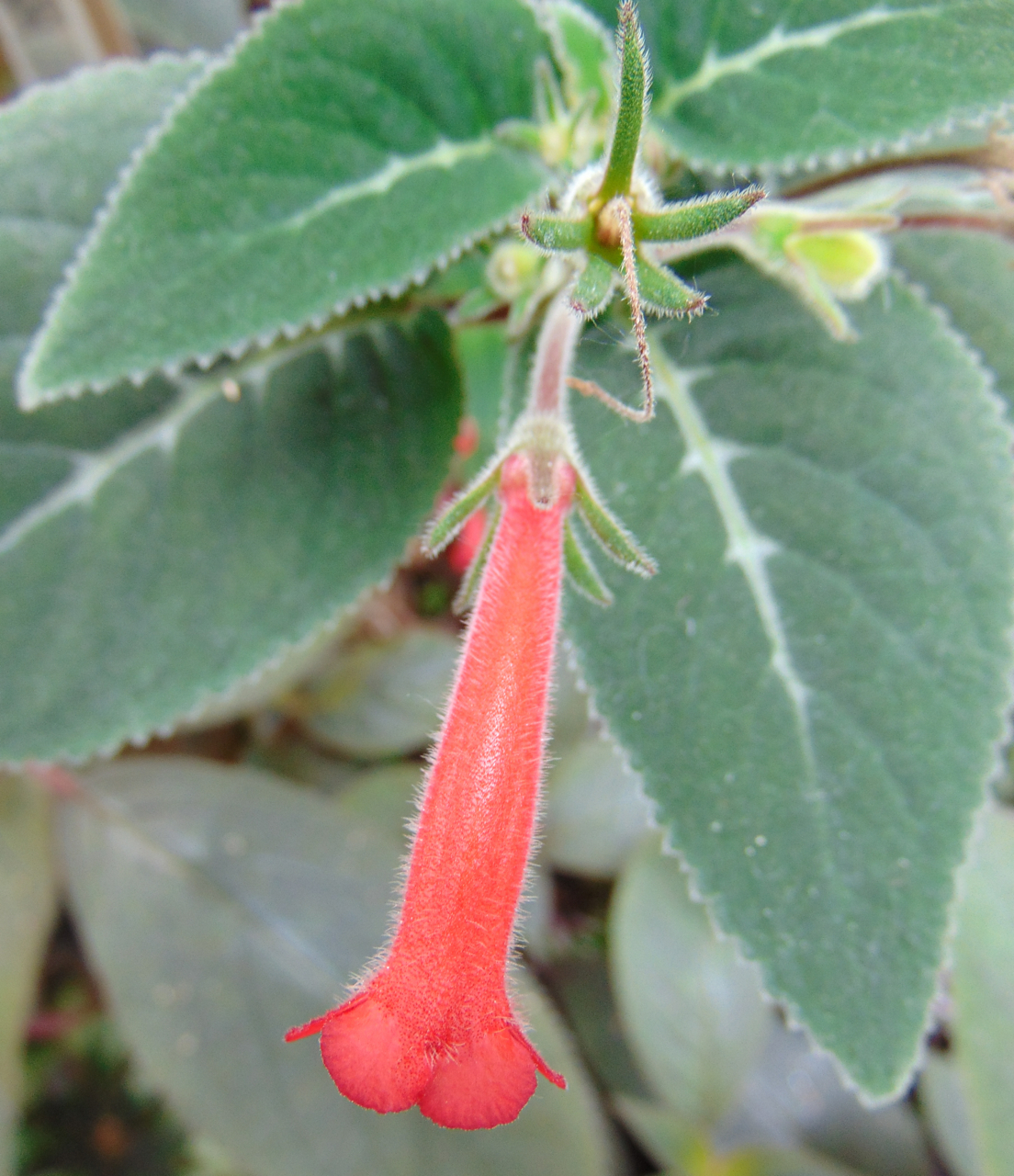
Sinningia reitzii
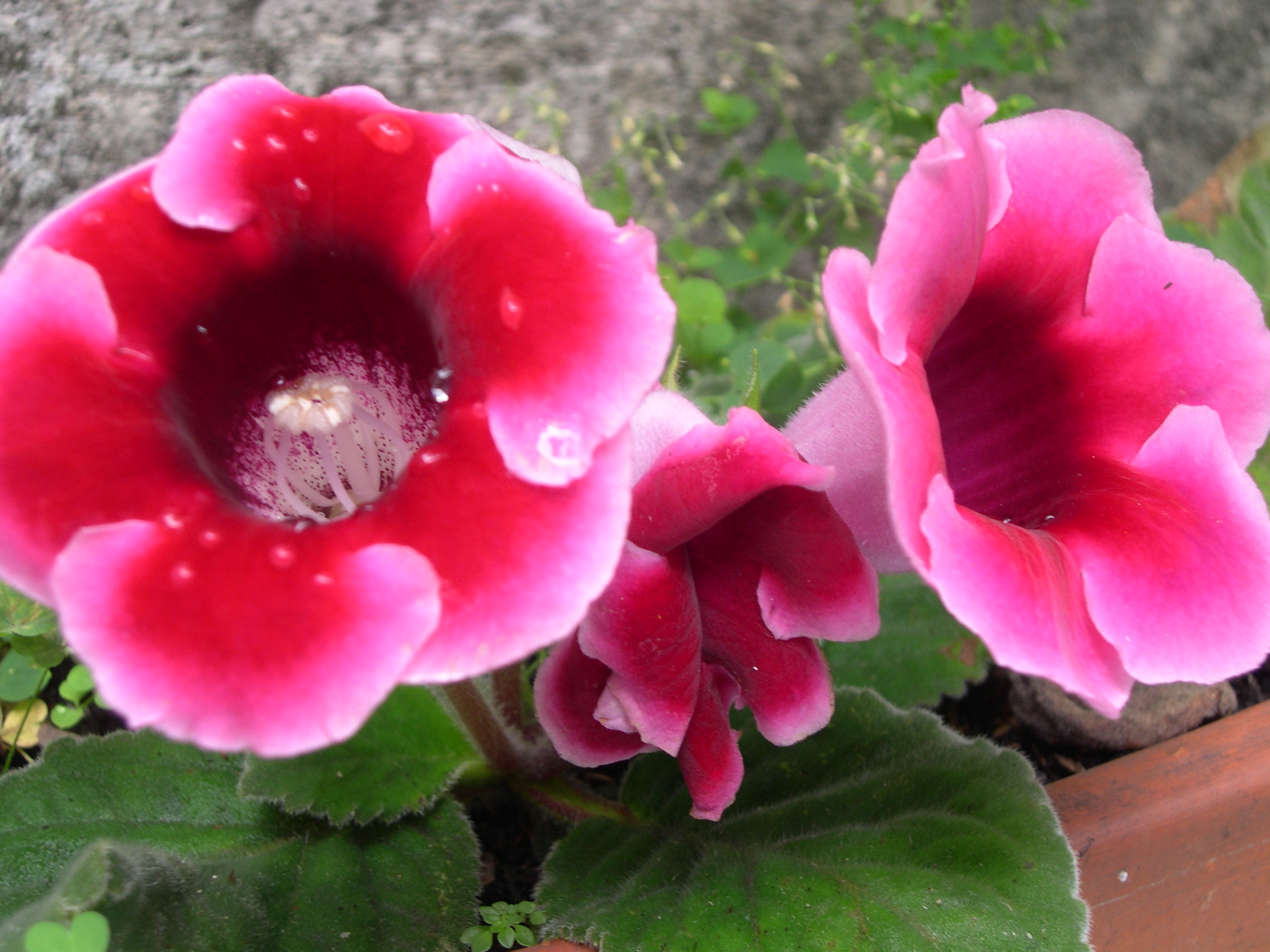
Sinningia speciosa

### Filogenesi
La tribù, i cui generi erano descritti all'interno del gruppo Gloxinieae, è stata ristabilita in seguito a studi su dati molecolari che confermano una forte monofilia del gruppo. Tuttavia altri studi molecolari di tipo filogenetico-cladistico, compiuti sulla maggior parte delle specie dei tre generi, suggeriscono la parafilia del genere Sinningia e quindi l'inclusione dei generi Paliavana e Vanhouttea (risultati polifiletici in questo studio) in Sinningia. In particolare sono stati individuati 5 cladi che potrebbero ricoprire i ranghi di sottogenere. In questo studio sono state riscontrate anche diverse modificazioni morfologiche del passato causate dall'interazione con i vari impollinatori come pipistrelli, colibrì e falene. In particolare è risultato che alcuni impollinatori (pipistrelli) hanno interferito in due distinte occasioni nella storia evolutiva del gruppo. In questi cambiamenti causati dalla sindrome di impollinazione sono stati coinvolti non soltanto il colore e la morfologia del fiore, ma anche altri caratteri chimici correlati come la composizione dei zuccheri nel nettare o la fragranza floreale. Sono state riscontrate anche acquisizioni multiple del carattere tuberoso.
Descrizione dei 5 cladi:
- clade A: Dircaeae - La monofilia di questo clade è ben supportata. La maggior parte di queste specie sono caratterizzate da un portamento verticillato delle foglie (a parte alcune specie con abitudine rosulata) e dalle corolle rosse e tubulari. Le sinapomorfie per questo clade sono:  la parte basale del calice è brevemente aderente alle ovaie, i lobi del calice sono corti e stretti, il nettario è formato da due ghiandole dorsali separate e allargate. in questo clade è stato individuato un sottoclade (A1) formato dalle specie S. bulbosa, S. cardinalis, S. cooperii, S. glazioviana, S. hatschbachii, S. iarae, S. magnifica, S. micans, e S. lateritia, la cui sinapomorfia principale è data dalla fusione ed espansione dei due lobi dorsali della corolla, mentre nel resto del gruppo la corolla si presenta con cinque lobi di uguali dimensioni.
- clade B: Corytholoma - Questo clade (moderatamente supportato) include specie con diverse morfologie floreali e portamenti vegetativi. Alcune specie "basali" nel clade (Gruppo basale: S. aghensis, S. barbata,  S. pusilla, S. pusilla, S. concinna, S. aghensis e S. harleyi)  hanno abitudini fogliari verticillate o rosulate, o piccoli fiori a forma d'imbuto o campana. Il resto del clade (B1 - fortemente supportato) è formato da 16 specie con abitudini più uniformi: portamento erbaceo annuale, steli con internodi di uguale lunghezza e infiorescenze spicate. Le dimensioni delle corolle invece sono meno uniformi. Le sinapomorfie morfologiche di questo subclade sono: i lobi del calice hanno una consistenza fogliacea e non sono aderenti alle ovaie, il nettario è formato da due ghiandole dorsali fuse e allargate.
- clade C : Sinningia - In questo clade sono incluse alcune specie dei generi Paliavana e Vanhoutta incastonate all'interno delle specie di Sinningia. Il portamento è suffruticoso e arbustivo (fino a 3 metri di altezza) per le specie di Paliavana e Vanhoutta, mentre è erbaceo per Sinningia. Tutte le specie di questo clade hanno un nettario formato da 5 ghiandole di pari dimensione circondanti l'ovario (ad esclusione di S. gigantifolia e S. cochlearis che mostrano due ghiandole allargate e fuse in posizione supina). All'interno di questo gruppo si possono individuare diversi subcladi ben supportati come il gruppo di specie S. guttata, S. macrophylla, S. speciosa e S. villosa (subclade C1) caratterizzate dall'essere impollinate dalle api. Anche le specie di Vanhoutta di questo gruppo sono raccolte in un subclade (C2) specifico che include il "specie tipo" di Vanhoutta (V. calcarata). "Gruppo fratello" del clade C risulta un subclade (C3) formato da due specie del genere Paliavana (P. sericiflora e P. werdermannii). Il resto del calde raccoglie diverse specie di Sinningia compreso la "specie tipo" di Sinningia (S. helleri).
- clade D: lobi del calice liberi - Vanhouttea - La monofilia di questo clade è ben supportata tuttavia molti caratteri di questo gruppo sono simili a quelli del clade C, con l'unica differenza che i lobi del calice di questo gruppo sono liberi fin dal primo momento. In questo clade non sono comprende specie del genere Sinningia, ma solamente degli altri due generi (P. gracilis, V. leonii, V. pendula e V. hilariana),
- clade E: Thamnoligeria - Anche questo clade per certi versi sembra essere collegato al clade C. Include S. schiffneri, P. plumerioides e una nuova specie inedita.

Il cladogramma a lato tratto dallo studio citato e semplificato dimostra la struttura interna della tribù.
All'interno della sottofamiglia Ligeriinae risulta "gruppo fratello" della tribù Episcieae.